# Von-Gierke-Krankheit
Als Von-Gierke-Krankheit, auch Glykogenspeicherkrankheit Typ I (GSD1) oder Glykogenose Typ I und älter von Gierkesche Glykogenose, wird die häufigste Erkrankung aus der Gruppe der Glykogenspeicherkrankheiten bezeichnet. Das sind Krankheiten, bei denen es zu einer abnorm hohen Ablagerung von Glykogen in verschiedenen Geweben kommt. Dadurch kann die normale Funktion von Organen eingeschränkt werden. Die Erkrankung wurde erstmals 1929 von dem Pathologen Edgar von Gierke (1877–1945) beschrieben.

## Verbreitung
Mit einer Häufigkeit (Inzidenz) von einer Erkrankung je 100.000 Geburten zählt diese Erkrankung zu den seltenen Krankheiten. In Kulturkreisen mit konsanguinen Eheschließungen (Ehen zwischen Blutsverwandten) ist die Häufigkeit dieser Erkrankung deutlich erhöht. Beispielsweise im Kulturkreis der aschkenasischen Juden ist die Häufigkeit etwa fünfmal höher als in der allgemeinen Bevölkerung.

## Unterformen

### Typ 1a
Zugrunde liegt bei der Form 1a ein Defekt des Enzyms Glucose-6-Phosphatase, das eine zentrale Rolle bei der Freisetzung von Glucose insbesondere aus der Leber und somit im Energiestoffwechsel des Körpers spielt. Es kommt zu einer Akkumulation von Glucose-6-phosphat in den Hepatozyten der Leber und den proximalen Tubuluszellen der Niere. Die Folge ist eine übermäßige Glykogensynthese. Ein Grund dafür ist die allosterische Aktivierung der Phosphoprotein-Phosphatase-1 durch Glucose-6-Phosphat, welche den Glykogenabbau hemmt und die Synthese fördert. Die Krankheit wird autosomal-rezessiv vererbt. Etwa 80 % der Erkrankten leiden unter der Typ 1a Unterform.

### Typ 1 non-a – Typ 1aSP, 1b, 1c, 1d
Aufgrund von klinischen Ähnlichkeiten und ihrer milderen Verlaufsform werden die anderen Unterformen typischerweise als Typ 1 non-a zusammengefasst. Die Ursache für die Formen 1aSP, 1b, 1c und 1d liegt in einem Defekt der Glucose-6-phosphat-Translokase, einem Transportprotein, das insbesondere den Transport von Glucose-6-phosphat ins endoplasmatische Retikulum bewerkstelligt. Die einzelnen Unterformen werden durch molekulargenetische Diagnostik unterschieden.

## Klinik
Die Erkrankung manifestiert sich schon beim Säugling mit einer Hypoglykämie und Azidose infolge der durch den Enzymdefekt gestörten Glucosefreisetzung. Die gestörte Glucosefreisetzung führt auch zu einer vermehrten Glykogen- und Fettablagerung in Leber und Niere, was mit Vergrößerung der Leber (Hepatomegalie) und Niere (Renomegalie) verbunden ist. Weitere mögliche Symptome sind Wachstumsstörungen, Osteoporose, Leistungsminderung, Muskelschwäche sowie ein rundes Gesicht mit dicken Backen ("Puppengesicht"). Eine vermehrte Glykogeneinlagerung in die Muskulatur (wie bei der Pompe-Erkrankung und der McArdle-Erkrankung) findet sich nicht. Die Symptome von Typ 1a sind typischerweise schwerer als von den anderen Unterformen dieser Erkrankung. Typ 1b geht häufig mit einer Funktionseinschränkung von Immunzellen einher, wodurch Erkrankte häufiger unter bakteriellen Infektionen leiden.

## Diagnostik
Die Erkrankung führt zu niedrigen Blutglukose-Spiegeln (Hypoglykämie), die nicht unbedingt symptomatisch werden. Eine kompensatorische übermäßige Aktivierung der Lipolyse führt zur Hyperlipidämie. Weiterhin ist der Harnsäurespiegel im Blut erhöht (Hyperurikämie). Nach Verabreichung von Glucose wird ein Anstieg des Blutglukose-Spiegels und ein Abfall des Laktatspiegels im Blut beobachtet. Die Verdachtsdiagnose kann durch eine molekulargenetische Untersuchungen bestätigt werden. Eine Leberbiopsie ist typischerweise nicht mehr erforderlich.

## Therapie
Die Behandlung sollte in einem Pädiatrischen Stoffwechselzentrum erfolgen, wobei die Kinder und ihre Eltern über medizinische und ernährungsphysiologische Grundlagen sowie über Notfallmaßnahmen aufgeklärt werden müssen. Ein Notfallausweis ist auszustellen. Ziel der Therapie ist die sichere Vermeidung von Hypoglykämien und die Stabilisierung der Stoffwechselsituation. Tagsüber erreicht man das über häufige, kleine, kohlenhydratreiche Mahlzeiten, nachts ist eine kontinuierliche Dauersondierung mit Dextrinlösung oder Stärke notwendig. Beginnt man mit dieser Therapie rechtzeitig, können ein normales  Körperwachstum erreicht und chronische Organkomplikationen vermieden werden.